# Born in Flames
Pour plus de détails, voir Fiche technique et Distribution.
Born in Flames est un film de science-fiction américain, réalisé par Lizzie Borden, sorti en 1983, qui explore le racisme, le sexisme et l'hétérosexisme dans une démocratie socialiste américaine alternative. Le titre provient de la chanson Born in Flames écrite par un membre de Art & Language, Mayo Thompson du groupe Red Krayola,.

## Synopsis
L'intrigue implique deux groupes féministes à New York, chacun des groupes exprime ses préoccupations au public par des radio pirates. Un groupe, dirigé par une lesbienne blanche franche, Isabel (Adele Bertei), fait fonctionner Radio Ragazza. L'autre groupe est dirigé par Honey, une afro-américaine qui anime l'émission radio Phoenix Radio. Il y a également une armée de femmes, dirigée par Hilary Hurst et conseillée par Zella à laquelle Honey et Isabel refusent de se joindre, dans un premier temps.
Un impitoyable agent du FBI (Ron Vawter) va enquêter sur ce groupe, ainsi que sur Norris et les stations de radio. La progression du groupe est suivie par trois stagiaires (Becky Johnston, Pat Murphy, Kathryn Bigelow) d'un journal socialiste dirigé par Ed Bowes. La communauté locale est incitée à l'action après l'arrestation d'une activiste voyageant à travers le monde, Adelaide Norris (Jean Satterfield) qui est arrêtée à son arrivée à un aéroport de New York, et meurt étrangement en garde à vue. Les médias diffusent l'information d'un suicide tandis que les femmes activistes émettent la thèse d'un assassinat orchestré par le gouvernement.
La mort d'Adelaide Norris déclenche d'une série d'évènements. Quatre militantes de l'Armée des Femmes interrompent la retransmission d'une allocution du président des États-Unis, pendant laquelle il propose que les femmes au foyer soient rémunérées pour leur travail domestique. Les journaux reprennent l'action en gros titres, se demandant si ces femmes sont des terroristes ou des révolutionnaires. Les deux stations de radio sont étrangement détruites par un incendie . Honey et Isabel décident de rejoindre l'Armée de Femmes. Elles volent des camions de déménagement et prennent à nouveau l'antenne dans New Phoenix Ragazza Radio. Elles dénoncent le sexisme et les autorités dominantes. Elles revendiquent des droits plus justes et équitablement répartis. Elles  invitent femmes et minorités à rejoindre leur cause. Le journal télévisé de la chaîne officielle new-yorkaise, qui commente l'action, est finalement interrompu par une explosion au-dessus du World Trade Center,.

## Fiche technique
Sauf indication contraire, les informations mentionnées dans cette section peuvent être confirmées par la base de données cinématographiques IMDb,  présente dans la section « Liens externes ».
- Titre : Born in Flames
- Réalisation : Lizzie Borden
- Scénario : Ed Bowes
- Photographie : Ed Bowes, Al Santana
- Montage : Lizzie Borden
- Pays de production :  États-Unis
- Langues : Anglais, français
- Format : Couleurs - 1,33:1 - Mono - 35 mm
- Genre : Comédie dramatique, politique, science-fiction
- Durée : 80 minutes (1 h 20)
- Dates de sortie en salles :
  - France : 21 novembre 2004
  - États-Unis : 9 novembre 1983

## Distribution
- Honey : Honey, animatrice de Phoenix Radio
- Adele Bertei (en) : Isabel, animatrice de Radio Ragazza
- Jeanne Satterfield : Adelaide Norris
- Florynce Kennedy : Zella Wylie
- Becky Johnston (en) : éditrice de presse 1
- Pat Murphy (en) : éditrice de presse 2
- Kathryn Bigelow : éditrice de presse 3
- Hillary Hurst : leader de l'armée des femmes
- Sheila McLaughlin (en) : autre leader
- Marty Pottenger (en) : autre leader, femme de chantier
- Bell Chevigny : Belle Gayle, animatrice du talk show
- Joel Kovel (en) : invité du talk show
- Ron Vawter : agent du FBI
- John Coplans : dirigeant
- John Rudolph : présentateur TV
- Warner Schreiner : présentateur TV
- Valerie Smaldone : présentateur TV
- Eric Bogosian : un technicien de CBS News

## Analyse
Le film met en scènes des femmes luttant et s'organisant contre le sexisme mais ayant différents points de vue. Plusieurs séquences du film montrent des exemples de sexisme, et comment celui-ci peut être contré en ayant recours à l'action directe. L'une des scènes des plus célèbres filme deux hommes qui agressent une femme dans la rue ; ils sont interrompus et chassés par des dizaines de femmes arrivant sur les lieux, équipées de sifflets et de bicyclettes.
Le film présente des femmes qui ont des idées différentes sur la façon dont le sexisme doit être contré ; si leurs opinions diffèrent, toutes pensent que c'est aux femmes de passer à l'action, car le gouvernement ne fait pas attention à elles et n'interviendra pas. Born in Flames suit des femmes qui organisent des rencontres, débattent, animent des émissions de radio, créent de l'art, travaillent souvent dans des conditions pénibles, se prennent en main, tâchant de s'affranchir des hommes, aussi bien des points de vue social, politique, qu'intellectuel ou sexuel.
Le film dépeint un monde imprégné par les violences faites aux femmes et souligne le fait que celles-ci sont le plus atteintes par le chômage et l'oppression gouvernementale. Dans le film, les femmes se réunissent pour avoir plus d'impact. Cette fédération et les moyens employés sont vus par certains comme une forme de terrorisme,.

## Autour du film

### Anecdotes
- Le titre du film vient d'une chanson écrite par un des membres du collectif Art & Language, Mayo Thompson, leader du groupe Red Krayola[9].

### Dans la culture populaire
- Born in Flames est analysé dans le livre de Christina Lane, Feminist Hollywood: From "Born in Flames" to "Point Break".
- La bande originale du film inclut la chanson "Born In Flames" de Red Krayola, sorti en single en 1981, ainsi que les chansons I’ll Take You There du groupe gospel, R&B et soul afro-américain The Staple Singers, Strange Fruit de la chanteuse Billie Holiday, Voodoo Child de Jimi Hendrix et New Town du groupe de punk rock féminin britannique The Slits.
- Le casting du film inclut plusieurs personnalités dont l'activiste Florynce "Flo" Kennedy, Adele Bertei des groupes new yorkais The Bloods et The Contortions, l'actrice Kathryn Bigelow, et les acteurs Ron Vawter et Eric Bogosian.

### Adaptations
- Une “traduction graphique” du film par l'artiste Kaisa Lassinaro, comprenant une interview de Lizzie Borden, a été publiée par Occasional Papers en 2011[10]. Le livre est une sorte de roman photo à partir de scènes du film et d'une sélection de dialogues.

## Distinctions
En 1983, le film gagne le prix du "Reader Jury" au Festival international du film de Berlin et le Grand Prix au Festival international de films de femmes de Créteil.